# Japanse School van Brussel
De Japanse School van Brussel is een Japanse internationale school in Oudergem, in het Brussels Hoofdstedelijk Gewest. De school biedt basisonderwijs en de beginjaren van het middelbaar onderwijs. De school werd geopend in 1974.
De aanwezigheid van de school in Oudergem trekt Japanse gezinnen naar deze regio van Brussel. De school wordt voor de helft gefinancierd door tweeduizend Japanse bedrijven en voor de andere helft door het Japanse ministerie van Onderwijs.

## Onderwijs
Het Japanse ministerie van Onderwijs zendt onderwijzers naar de school. Volgens een artikel in Le Soir werkten er in 1998 twintig onderwijzers uit Japan.
Het onderwijsprogramma is gelijk aan die op scholen in Japan. De schoolboeken worden uit Japan toegezonden. Er zijn lessen in wiskunde, standaard geschiedenis, vergelijkende geschiedenis, Frans, Engels, aardrijkskunde, tekenen en huishoudkunde. Het laatste vak bestaat uit het aanleren van vaardigheden als tuinieren, naaien, koken en handvaardigheid. De aanvullende lessen op de zaterdag zijn in het vak wiskunde.

## Scholieren
In 1995 volgden 323 leerlingen onderwijs aan de school, van wie 252 op basisschool- en 71 op middelbareschoolniveau. Het aantal leerlingen varieerde in de jaren tussen circa 275 en 400. De leerlingen komen niet alleen uit Brussel, maar ook uit andere Belgische steden en Maastricht.